# 姚祥
姚祥（1459年—？），字應龍，廣東惠州府歸善縣人，民籍，明朝政治人物。

## 生平
廣東鄉試第十二名舉人。成化十七年（1481年）中式辛丑科會試第二百三十五名，三甲第一百一十七名進士。成化十八年（1482年）任江西新喻縣知縣。

## 家族
曾祖姚佑；祖父姚護；父姚信，聽選官。母梁氏。重庆下。